# Janina Toljan
Janina Toljan (* 27. März 1990) ist eine ehemalige österreichische Tennisspielerin.

## Karriere
Toljan spielt seit ihrem sechsten Lebensjahr Tennis. Auf Turnieren des ITF Women’s Circuit gewann sie bislang drei Einzel- und fünf Doppeltitel. Ihr Debüt auf der WTA Tour feierte sie 2010 in Bad Gastein, wo sie dank einer Wildcard im Doppel an der Seite ihrer Landsfrau Christine Kandler an den Start gehen konnte. 2012, 2013 und 2014 scheiterte sie dort im Einzel jeweils bereits in der ersten Runde der Qualifikation. 2014 erhielt sie wiederum eine Wildcard für die Doppelkonkurrenz, diesmal spielte sie mit Yvonne Neuwirth.
In der deutschen 2. Tennis-Bundesliga stand sie 2008 und 2009 für den TC Großhesselohe, 2011 beim Ski-Club Ettlingen und 2013 sowie 2014 beim TC Blau-Weiß Halle im Kader.
Ende Juni 2016 wurde Toljan in Oberpullendorf Österreichischer Staatsmeister im Dameneinzel.
Seit September 2016 hat Toljan kein Profiturnier mehr bestritten und wird seit August 2017 nicht mehr in den Weltranglisten geführt.

## Persönliches
Nach der Matura im Jahr 2013 studierte Toljan neben dem Sport Rechtswissenschaften an der Universität Linz und wurde als "Fernschülerin des Jahres 2014" geehrt.

## Turniersiege

### Einzel
| Nr. | Datum            | Turnier | Kategorie   | Belag     | Finalgegnerin           | Ergebnis       |
| --- | ---------------- | ------- | ----------- | --------- | ----------------------- | -------------- |
| 1.  | 13. Februar 2010 | Eilat   | ITF $10.000 | Hartplatz | Jana Čepelová           | 6:1, 6:2       |
| 2.  | 17. Mai 2014     | Monzón  | ITF $10.000 | Hartplatz | Maria Jose Luque Moreno | 6:3, 5:7, 6:0  |
| 3.  | 25. Mai 2014     | Antalya | ITF $10.000 | Hartplatz | Daiana Negreanu         | 6:75, 6:4, 6:4 |

### Doppel
| Nr. | Datum              | Turnier | Kategorie   | Belag     | Partnerin          | Finalgegnerinnen                                  | Ergebnis  |
| --- | ------------------ | ------- | ----------- | --------- | ------------------ | ------------------------------------------------- | --------- |
| 1.  | 25. September 2010 | Madrid  | ITF $10.000 | Hartplatz | Lena-Marie Hofmann | Laura Apaolaza-Miradevilla Yvonne Cavalle-Reimers | 7:66, 7:5 |
| 2.  | 22. Oktober 2010   | Akkon   | ITF $10.000 | Hartplatz | Julia Glushko      | Gally De Wael Zuzana Linhová                      | 6:2, 6:2  |
| 3.  | 21. April 2012     | Antalya | ITF $10.000 | Hartplatz | Nicola Geuer       | Lauren Jones Nicole Melichar                      | 6:2, 6:2  |
| 4.  | 10. November 2014  | Sousse  | ITF $10.000 | Hartplatz | Natela Dsalamidse  | Francesca Stephenson Mandy Wagemaker              | 6:2, 6:1  |
| 5.  | 5. August 2016     | Wien    | ITF $10.000 | Sand      | Vivian Heisen      | Petra Krejsová Anna Slováková                     | 6:3, 6:2  |